# Папе, Фрэнк Чейн
Фрэнк Чейн Папе (англ. Frank Cheyne Papé, подписывался как Frank C. Papé; 4 июля 1878, Камберуэлл, Лондон — 5 мая 1972, Бедфорд) — английский художник и книжный иллюстратор.

## Биография
Обучался в Школе изящных искусств Феликса Слейда, которую окончил в 1902-04. Был женат на сокурснице по школе, иллюстраторе Элис Стрингер.
Его первая работа, для сборника детских рассказов «Naughty Eric» авторства E. Clement, была опубликована в 1902 году и сейчас является редкостью. Один её экземпляр хранится в Британской библиотеке. Оригинальные иллюстрации, выполненные пером и чернилами, к одному из рассказов «The Magic Stone» были обнаружены в графстве Суссекс, Англия.
Следующие ранние работы — это иллюстрации к книгам для детей, изданным около 1908 года, среди них «Одиссея» и «Путешествие Пилигрима». Во втором десятилетии XX века Папе внёс большой вклад в иллюстрирование следующих книг:
- The Gateway to Spenser — Stories from the Faërie Queen (1910);
- The Pilgrim’s Progress (1910);
- The Golden Fairy Book (1911);
- The Ruby Fairy Book (1911);
- The Diamond Fairy Book (1911);
- Sigurd and Gudrun (1912);
- Siegfried and Kriemhild (1912);
- The Book of Psalms (1912);
- As It Is In Heaven (1912);
- The Story Without an End (1913);
- Robin Hood and Other Stories of Yorkshire (1915);
- The Russian Story Book (1916).

К 1911 стал весьма успешным книжным иллюстратором. Во время первой мировой войны спрос на иллюстрированные книги в Британии снизился, пошатнув финансовое положение Папе. В 1915 он поступил на службу в служебный корпус Королевской Армии и служил на греко-болгарском фронте.
В начале 1920-х возобновил художественную деятельность иллюстрацией книг Джеймса Кейбелла, что принесло ему признание в США. Это были книги из серии «Biography of the Life of Manuel»: «Юрген, Комедия справедливости» (1921, ограниченное издание), «The High Place», «Something about Eve» и «The Cream of the Jest». Книги опубликовало лондонское издательство «The Bodley Head». Иллюстрации Папе часто остроумно отражают двусмысленности в произведениях Кейбелла. В предисловии к изданию 1925 года книги «Figures of Earth», Кейбелл высоко оценил соответствие стиля Папе этим произведениям.
Видя успех этих изданий, «The Bodley Head» заказал Папе иллюстрирование книг Анатоля Франса, среди них «The Revolt of the Angels» (1924) и «Penguin Island» (1925), и произведений Рабле. Кроме того Папе оформлял обложки книг других авторов, в том числе Рафаэля Сабатини («Жизнь Чезаре Борджиа», 1924).
Около 1925 начал рисовать иллюстрации для «Uncle Ray’s Corner», еженедельной детской колонки висконсинского писателя Рамона Коффмана, печатавшейся в американской газете «Cleveland Plain Dealer». Это сотрудничество продлилось несколько десятилетий и привело к иллюстрации некоторых других проектов, в их числе «Uncle Ray’s Story of the Stone-Age People» (1936) и «The Child’s Story of Science» (1939).
Пользовался успехом как дизайнер экслибрисов, один из которых нарисовал для Денниса Уитли. Создал иллюстрации на суперобложки первого издания нескольких романов Уитли, в том числе «The Devil Rides Out» (1935), «Strange Conflict»(1941), «The Haunting of Toby Jugg» (1948), «Дочь Сатаны» (1953).
С 1945 года продолжил свое сотрудничество с Рамоном Кофманом, который начал издавать журнал «Uncle Ray’s Magazine». Папе работал в журнале до середины 1950-х, сначала в качестве арт-директора, а затем в качестве штатного художника.
В конце 50-х годов его зрение серьезно ухудшилось. В 60-х единственная известная работа Папе — серия детских книг для «Oxford University Press». Последняя опубликованная работа вышла в 1968 — репринт иллюстрированного издания 1933 года «Робинзона Крузо».
Собрание оригинальных рисунков и переписка Папе хранится в отделе рукописей Стэнфордского университета, «Guide to the Frank Cheyne Papé Letters and drawings, ca. 1921—1931».

## Галерея
Иллюстрации Фрэнка Папе к «The Russian Story Book» («Сборник русских сказок») Ричарда Вильсона, 1916
- Сокол-охотник
- Спускайся, крикнула жена героя
- Соловей-разбойник упал из своего гнезда на старом дубе